# (8163) Ishizaki
(8163) Ishizaki est un astéroïde de la ceinture principale.

## Description
(8163) Ishizaki est un astéroïde de la ceinture principale. Il fut découvert le 27 octobre 1990 à Geisei par Tsutomu Seki. Il présente une orbite caractérisée par un demi-grand axe de 2,26 UA, une excentricité de 0,14 et une inclinaison de 6,9° par rapport à l'écliptique.

## Compléments